# Estação Botica

A Estação Botica é parte do Metro do Porto. Ela está localizada nas proximidades do Aeroporto do Porto, na freguesia de Moreira, concelho da Maia.